# 福地川
福地川（ふくじがわ）は、南西諸島の沖縄島北部を流れる二級河川である。

## 地理
沖縄県東村北部の伊湯岳に発し山間部を南流して福上湖に至る。福上湖までの上流部はサンヌマタガーと呼ばれる。福上湖にてサーマタガー、大泊川、ハラマタガー、エーラマタガーなどと合流し西端部の福地ダムより再び川となる。東村の平良地区と川田地区との境界付近を南西方向へ流下し太平洋（平良湾）へ注ぐ。河口付近に狭い沖積平野が形成されている。
福上湖を擁する東西に延びる広い谷はギナン崎北方断層に沿った活断層によって形成された。上流部流域はリュウキュウアオキやスダジイの森となっている。

## 歴史
中流から上流部には琉球処分によって職を解かれた下級士族によって開拓されたエーラ、内福地、サンヌマタなどの集落があった。山に囲まれたわずかな平地での農業や、藍、シャリンバイなどの栽培とそれらを原料にした染料の生産、木材や薪の供給などによって生計を立てていた。太平洋戦争やその後の薪消費量減少などにより1955年頃までにはいずれも廃村となっている。
ウナギ、テナガエビ（タナガー）、モクズガニ（ウリガニ）などの漁が行われていた。大ウナギが生息していたという記録があり、大ウナギに犬が飲み込まれたという言い伝えも残されている。
1917年（大正6年）頃に初めての橋が架けられ、1941年（昭和16年）にはコンクリート橋が架けられた。
かつてはしばしば氾濫していたものの人や家畜への被害はほとんどなかった。太平洋戦争後に上流部の森が伐採されて以降は氾濫の規模が拡大し、1960年には大規模な洪水が発生している。1968年8月に福地ポンプ場が設置され1日あたり25,000トンの水が取水されるようになった。1969年には福地ダムの工事が始まり中流域の大部分が湖底に沈んだ。

## 流域の自治体
沖縄県
東村